# Епуряну, Сергей Иванович
Серге́й Ива́нович Епуря́ну (рум. Sergiu Epureanu; род. 12 сентября 1976, Кантемир, Молдавская ССР, СССР) — молдавский футболист, полузащитник.
Младший брат Александр — тоже профессиональный футболист.

## Биография
Воспитанник клуба «Зимбру».
В период с 1992 по 2000 играл в чемпионате Молдавии — за «Конструкторул», «Агро» (Кишинев) и «Зимбру». В 2000—2001 играл в чемпионате Турции — сначала за «Самсунспор», затем за «Истанбулспор».
В 2002—2003 выступал в российском чемпионате за саратовский «Сокол». Однако, как сам считает, не реализовал себя в команде из-за болезни. В 2004—2006 играл за полтавскую «Ворсклу». В мае 2006 подписал контракт с «Кривбассом», в котором в итоге провел только год.
В 2007—2009 играл за «Нистру» (Отачь), был финалистом Кубка Молдавии 2009 (забил 2 мяча в финале против «Шерифа»). В 2009, по примеру своих соотечественников, решился на переход в казахстанский «Тараз», который в тот год вернулся Премьер-лигу Казахстана. За сезон провел 25 игр и забил 7 мячей.
В 2010 выступал за гродненский «Неман», куда его пригласил Александр Корешков. Однако за клуб провел только 4 игры, после чего покинул «Неман».

## Выступления за сборную
Выступал за юношескую сборную Молдавии до 19 лет и молодёжную сборную Молдавии до 21 года. В период с 1996 по 2006 годы играл за сборную Молдавии. Провёл 46 игр, забил 3 мяча.
В настоящий момент[уточнить] главный тренер сборной Молдавии до 16 лет.

## Достижения
- Лучший футболист Молдовы: 1999